# Álvaro Odriozola
Álvaro Odriozola Arzalluz (španělská výslovnost: [ˈalβaɾo oðɾjoˈθola]; *14. prosince 1995 San Sebastián) je španělský profesionální fotbalista, který hraje na pozici pravého obránce za španělský klub Real Sociedad, jehož je odchovancem. Mezi lety 2017 a 2018 odehrál také 4 utkání v dresu španělské reprezentace, v nichž vstřelil 1 branku.

## Klubová kariéra

### Real Sociedad

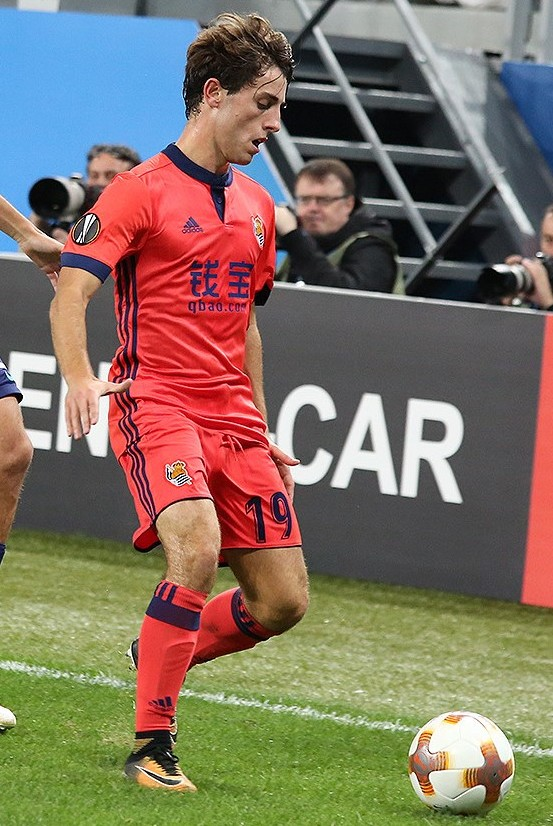
Odriozola v dresu Realu Sociedad (2017)

Odriozola se narodil v Baskicku v San Sebastiánu a v roce 2006, ve věku deseti let, se připojil k mládeži Realu Sociedad. 1. září 2013 debutoval v rezervním týmu při prohře 0:3 proti rezervnímu týmu Las Palmas v Segunda División B, a ve stejném měsíci odehrál první z několika utkání v Juniorské lize UEFA.
Odriozola se před sezónou 2014/15 stal pravidelným hráčem B-týmu a svůj první gól vstřelil 6. září 2014 při domácím vítězství 3:0 proti Realu Unión. 25. února 2016 prodloužil smlouvu do roku 2018.
Dne 16. ledna 2017, kvůli zraněním Carlose Martíneze a Joseby Zaldúy, odehrál Odriozola svůj první zápas v La Lize, a to proti Málaze CF. Do konce sezóny odehrál dalších 16 soutěžních utkání.
Odriozola 10. června 2017 podepsal novou smlouvu do roku 2022 a před sezónou 2017/18 se stal pravidelným členem základní sestavy. Svůj první profesionální gól vstřelil 15. února 2018 v remízovém zápase proti FC Red Bull Salzburg v šestnáctifinále Evropské ligy UEFA na stadionu Anoeta.

### Real Madrid
5. července 2018 Odriozola přestoupil do španělského velkoklubu Realu Madrid. Poplatek za přestup byl údajně ve výši 30 až 35 milionů euro. Debutoval 22. září, odehrál celých 90 minut výhry 1:0 nad RCD Espanyol.

#### Bayern Mnichov (hostování)
Poté, co v první polovině své první sezóny v Realu Madrid odehrál jen pětkrát utkání v dresu Bílého baletu, odešel v lednu 2020 na půlroční hostování do německého Bayernu Mnichov. Dne 23. srpna 2020 vyhrál v dresu Bayernu Ligu mistrů 2019/20.

## Reprezentační kariéra
Odriozola byl poprvé povolán do španělské jednadvacítky trenérem Albertem Celadesem na Mistrovství Evropy do 21 let 2017, kde se Španělsko dostalo až do finále, ve kterém podlehli Německu 1:0. Svůj první zápas v seniorské reprezentaci Španělska odehrál 6. října 2017 v zápase proti Albánii v Kvalifikaci na mistrovství světa FIFA 2018; odehrál celý zápas a asistoval na gól Thiaga Alcântary.
Odriozola byl nominován do 23členného týmu na Mistrovství světa 2018 v Rusku. Svůj první reprezentační gól vstřelil 3. června 2018 v přátelském utkání se Švýcarskem ve Villarrealu.

## Statistiky

### Klubové
K 6. únoru 2021
| Klub                   | Sezóna  | Liga               | Liga   | Liga | Národní pohár | Národní pohár | Evropské poháry | Evropské poháry | Ostatní | Ostatní | Celkem | Celkem |
| Klub                   | Sezóna  | Liga               | Zápasy | Góly | Zápasy        | Góly          | Zápasy          | Góly            | Zápasy  | Góly    | Zápasy | Góly   |
| ---------------------- | ------- | ------------------ | ------ | ---- | ------------- | ------------- | --------------- | --------------- | ------- | ------- | ------ | ------ |
| Real Sociedad B        | 2013/14 | Segunda División B | 9      | 0    | —             | —             | —               | —               | —       | —       | 9      | 0      |
| Real Sociedad B        | 2014/15 | Segunda División B | 27     | 1    | —             | —             | —               | —               | —       | —       | 27     | 1      |
| Real Sociedad B        | 2015/16 | Segunda División B | 32     | 2    | —             | —             | —               | —               | —       | —       | 32     | 2      |
| Real Sociedad B        | 2016/17 | Segunda División B | 18     | 0    | —             | —             | —               | —               | —       | —       | 18     | 0      |
| Real Sociedad B        | Celkem  | Celkem             | 86     | 3    | 0             | 0             | 0               | 0               | 0       | 0       | 86     | 3      |
| Real Sociedad          | 2016/17 | La Liga            | 15     | 0    | 1             | 0             | —               | —               | —       | —       | 16     | 0      |
| Real Sociedad          | 2017/18 | La Liga            | 35     | 0    | 0             | 0             | 6               | 1               | —       | —       | 41     | 1      |
| Real Sociedad          | Celkem  | Celkem             | 50     | 0    | 1             | 0             | 6               | 1               | 0       | 0       | 57     | 1      |
| Real Madrid            | 2018/19 | La Liga            | 14     | 0    | 5             | 1             | 3               | 0               | 0       | 0       | 22     | 1      |
| Real Madrid            | 2019/20 | La Liga            | 4      | 0    | 0             | 0             | 1               | 0               | 0       | 0       | 5      | 0      |
| Real Madrid            | 2020/21 | La Liga            | 4      | 0    | 1             | 0             | 0               | 0               | 0       | 0       | 5      | 0      |
| Real Madrid            | Celkem  | Celkem             | 22     | 0    | 6             | 1             | 4               | 0               | 0       | 0       | 32     | 1      |
| Bayern Mnichov (host.) | 2019/20 | Bundesliga         | 3      | 0    | 1             | 0             | 1               | 0               | —       | —       | 5      | 0      |
| Celkem                 | Celkem  | Celkem             | 161    | 3    | 8             | 1             | 11              | 1               | 0       | 0       | 180    | 5      |

### Reprezentační
K 9. červnu 2018
| Španělsko | Španělsko | Španělsko |
| Rok       | Zápasy    | Góly      |
| --------- | --------- | --------- |
| 2017      | 2         | 0         |
| 2018      | 2         | 1         |
| Celkem    | 4         | 1         |

K zápasu odehranému 9. června 2018. Skóre a výsledky Španělska jsou vždy zapisovány jako první
| Gól | Datum          | Místo                                         | Soupeř    | Skóre | Výsledek | Soutěž          |
| --- | -------------- | --------------------------------------------- | --------- | ----- | -------- | --------------- |
| 1.  | 3. června 2018 | Estadio de la Cerámica, Villarreal, Španělsko | Švýcarsko | 1:0   | 1:1      | Přátelský zápas |

## Ocenění

### Klubové
Real Madrid
- La Liga: 2019/20[24]
- Supercopa de España: 2019–20[25]
- Mistrovství světa klubů: 2018[26]

Bayern Mnichov
- Bundesliga: 2019/20[27]
- DFB-Pokal: 2019/20
- Liga mistrů UEFA: 2019/20

### Reprezentační
Španělsko U21
- Mistrovství Evropy do 21 let: 2017 (druhé místo)[28]